# NGC 4047
NGC 4047 é uma galáxia espiral (Sb) localizada na direcção da constelação de Ursa Major. Possui uma declinação de +48° 38' 12" e uma ascensão recta de 12 horas, 02 minutos e 50,6 segundos.
A galáxia NGC 4047 foi descoberta em 9 de Fevereiro de 1788 por William Herschel.